# Vosmaeropsis hozawai
Vosmaeropsis hozawai är en svampdjursart som beskrevs av Borojevic och Klautau 2000. Vosmaeropsis hozawai ingår i släktet Vosmaeropsis och familjen Heteropiidae.
Artens utbredningsområde är havet utanför Brasilien. Inga underarter finns listade i Catalogue of Life.